# Mikulin AM-35
Il Mikulin AM-35, citato anche come M-35, era un motore aeronautico 12 cilindri a V di 60° raffreddato a liquido  progettato dall'OKB 34 diretto da Aleksandr Aleksandrovič Mikulin e sviluppato in Unione Sovietica tra la fine degli anni trenta e l'inizio degli anni quaranta.

## Storia

### Sviluppo
Sviluppato dal precedente M-34FRN, versione dotata di compressore ad uno stadio, venne ideato per poter essere equipaggiato con un turbocompressore, aumentando così la potenza disponibile mantenendo inalterate le misure di alesaggio e corsa.
L'AM-35 venne installato sia sull'Ilyushin Il-2 Šturmovik che sull'SB-2, ma non raggiungendo i risultati sperati non venne avviato alla produzione in serie.
Ne venne quindi sviluppata un'ulteriore versione, la AM-35A, che risultata soddisfacente venne invece prodotta per essere installata sul caccia Mikoyan-Gurevich MiG-1, sul suo sviluppo MiG-3 e, data la scarsa affidabilità della motorizzazione originale, come fornitura alternativa al bombardiere quadrimotore Petlyakov Pe-8.

## Versioni
AM-35

AM-35A

## Apparecchi utilizzatori
Unione Sovietica
- Ilyushin Il-2 Šturmovik (solo sul prototipo)
- Ilyushin SB-2
- Mikoyan-Gurevich MiG-1
- Mikoyan-Gurevich MiG-3
- Petlyakov Pe-8